# Brian Grazer
Pour les articles homonymes, voir Grazer.
Brian Grazer est un producteur et scénariste américain né le 12 juillet 1951 à Los Angeles, Californie (États-Unis).

## Biographie
Son neveu est Jack Dylan Grazer qui a joué dans le film Ça ou encore Me, myself and I.

## Filmographie

### Comme producteur

#### Au cinéma
- 1982 : Les Croque-morts en folie (Night Shift) de Ron Howard
- 1984 : Splash de Ron Howard
- 1985 : Profession: Génie (Real Genius) de Martha Coolidge
- 1985 : Drôles d'espions (Spies Like Us)
- 1986 : Armé et dangereux (Armed and Dangerous)
- 1987 : Mon Père c'est moi (Like Father Like Son)
- 1989 : Portrait craché d'une famille modèle (Parenthood)
- 1990 : Cry-Baby
- 1990 : Un flic à la maternelle (Kindergarten Cop)
- 1991 : The Doors
- 1991 : Closet Land
- 1991 : Backdraft de Ron Howard
- 1991 : My Girl
- 1992 : Horizons Lointains (Far and Away) de Ron Howard
- 1992 : Fais comme chez toi ! (House Sitter)
- 1992 : Boomerang
- 1993 : The Day the Mercedes Became a Hat
- 1993 : CB4
- 1993 : Le Concierge du Bradbury (For Love or Money)
- 1994 : My Girl 2
- 1994 : Les Héritiers affamés (Greedy)
- 1994 : Le Journal (The Paper)
- 1994 : Deux cow-boys à New York (The Cowboy Way)
- 1995 : Apollo 13 de Ron Howard
- 1996 : Sergent Bilko (Sgt. Bilko)
- 1996 : Fear
- 1996 : Le Professeur foldingue (The Nutty Professor)
- 1996 : L'Héritage de la haine (The Chamber)
- 1996 : La Rançon (Ransom)
- 1997 : Menteur, menteur (Liar Liar)
- 1997 : Les Années rebelles (Inventing the Abbotts)
- 1998 : Code Mercury (Mercury Rising)
- 1998 : Psycho de Gus Van Sant
- 1999 : En direct sur Edtv (Edtv)
- 1999 : Perpète (Life)
- 1999 : Bowfinger, roi d'Hollywood (Bowfinger)
- 1999 : Au-delà du ring (Beyond the Mat)
- 2000 : La Famille foldingue (Nutty Professor II: The Klumps) de Peter Segal
- 2000 : Le Grinch (How the Grinch Stole Christmas) de Ron Howard
- 2001 : Un homme d'exception (A Beautiful Mind) de Ron Howard
- 2002 : Opération funky (Undercover Brother)
- 2002 : Blue Crush
- 2002 : 8 Mile
- 2003 : Intolérable Cruauté (Intolerable Cruelty)
- 2003 : Le Chat chapeauté (The Cat in the Hat)
- 2003 : Les Disparues (The Missing) de Ron Howard
- 2004 : Friday Night Lights
- 2005 : Inside Deep Throat
- 2005 : De l'ombre à la lumière (Cinderella Man) de Ron Howard
- 2005 : Flight Plan
- 2005 : Braqueurs amateurs de Dean Parisot
- 2006 : Inside Man : L'Homme de l'intérieur de Spike Lee
- 2008 : L'Échange (Changeling) de Clint Eastwood
- 2008 : Frost/Nixon de Ron Howard
- 2010 : Robin des Bois de Ridley Scott
- 2011 : J. Edgar de Clint Eastwood
- 2011 : Take Me Home Tonight
- 2011 : Cowboys et Envahisseurs (Cowboys and Aliens) de Jon Favreau
- 2013 : Rush de Ron Howard
- 2013 : Made in America (documentaire) de Ron Howard
- 2014 : Get On Up de Tate Taylor
- 2015 : Au cœur de l'Océan (In the Heart of the Sea) de Ron Howard
- 2016 : Pelé : Naissance d’une légende (Pelé: Birth of a Legend) de Jeff Zimbalist et Michael Zimbalist
- 2016 : Lowriders de Ricardo de Montreuil
- 2016 : Inferno de Ron Howard
- 2017 : Barry Seal : American Traffic (American Made) de Doug Liman
- 2020 : Une ode américaine (Hillbilly Elegy) de Ron Howard
- 2022 : Treize Vies (Thirteen Lives) de Ron Howard
- 2023 : Noël à Candy Cane Lane (Candy Cane Lane) de Reginald Hudlin
- 2026 : How to Rob a Bank de David Leitch

### Comme scénariste
- 1992 : Fais comme chez toi ! (House Sitter)